# Леопольд II (король Бельгії)
Леопольд II (фр. Léopold II; 9 квітня 1835 — 17 грудня 1909) — король бельгійців з 17 грудня 1865 року, представник Саксен-Кобурзької династії, другий, але старший з тих, хто вижив, син Леопольда I і Луїзи Марії Орлеанської.
Король Леопольд II несе безпосередньо пряму відповідальність за геноцид корінного населення «Вільної держави Конго». Бельгійська колоніальна політика привела до загибелі близько 10 мільйонів африканців.

## Життєпис
Вступив на престол 1865 року після смерті батька, Леопольда I.

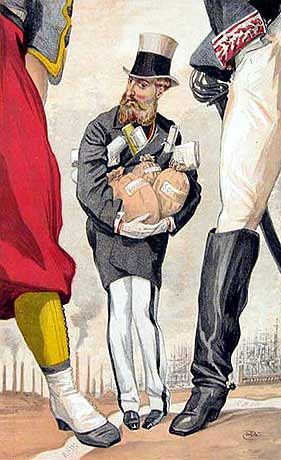
Карикатура на «короля-ділка» у «Vanity Fair», 1869

Відомий діяльністю із захоплення басейну річки Конго. За його вказівкою там були влаштовані різного роду комерційні компанії, які провадили жорстоку експлуатацію населення (до самого геноциду) й багатств регіону, а з 1885 до 1908 року існувала Вільна держава Конго, яка була особистим володінням і «бізнесом» короля (а не держави).
Леопольд проводив надзвичайно жорстоку колоніальну політику: жителів Конго вважали рабами короля; за невиконання робіт належало відсікання кисті руки. Бельгійська преса в різного ступеня затушовувала ці звірства, виправдовуючи тим, що в освоюваних районах Конго проживають племена, які практикують канібалізм, і суворі заходи бельгійських колоністів спрямовані на «гуманітарну» діяльність, щоб поліпшити і цивілізувати життя корінних народів.
Встановлена при Леопольді система жорстокої експлуатації привела до скорочення чисельності населення Конго з 30 млн в 1884 році до 15 млн в 1915 році.
При цьому, за даними бельгійських джерел, у 1887 році обсяг виробництва каучуку в Конго становив близько 30 тонн, через 10 років до 1897 року він збільшився в 40 з гаком разів (близько 1300 тонн), а в 1903 році становив уже близько 5900 тонн.[джерело?]
Діяльність Леопольда засуджували в Європі; австрійський імператор Франц Йосиф I (з сином якого Рудольфаом Леопольд видав у шлюб свою доньку Стефанію) називав бельгійського короля «коронованим маклером», приблизно у таких самих висловах його характеризував й Ленін («ділок, фінансист, аферист»). Із сатирою на короля виступали Марк Твен і Артур Конан Дойл.
1902 року на життя короля скоїв замах італійський анархіст, який зробив кілька пострілів по його екіпажу, та не влучив. Леопольд II помер 17 грудня 1909 року і був похований у королівській усипальниці в Брюсселі. Корону Леопольда II, єдиний законний син якого помер у дитинстві, успадкував племінник Альберт I.

## Приватне життя

Леопольд і Марія Генрієтта.

22 серпня 1853 року Леопольд II одружився з Марією Генрієттою Габсбург-Лотарінгською, ерцгерцогинею Австрійською (1836–1902), дочкою ерцгерцога Йосифа, онукою імператора Священної Римської імперії Леопольда II. В цьому шлюбі народилось четверо дітей:
- Луїза Марія Амалія (1858–1924), принцеса Бельгійська, герцогиня Саксонська, принцеса Саксен-Кобург-Готська, 1875 року стала дружиною принца Філіпа Саксен-Кобург-Готського;
- Леопольд Фердинанд (1859–1869), принц Бельгійський, герцог Саксонський (помер від запалення легенів після того, як упав до ставка);
- Стефанія Клотільда Луїза (1864–1945), принцеса Бельгійська, герцогиня Саксонська, принцеса Саксен-Кобург-Готська, 1881 року стала дружиною Рудольфа, кронпринца Австрії;
- Клементина Альбертіна Марія (1872–1955), принцеса Бельгійська, герцогиня Саксонська, принцеса Саксен-Кобург-Готська, дружина Наполеона Віктора Бонапарта.

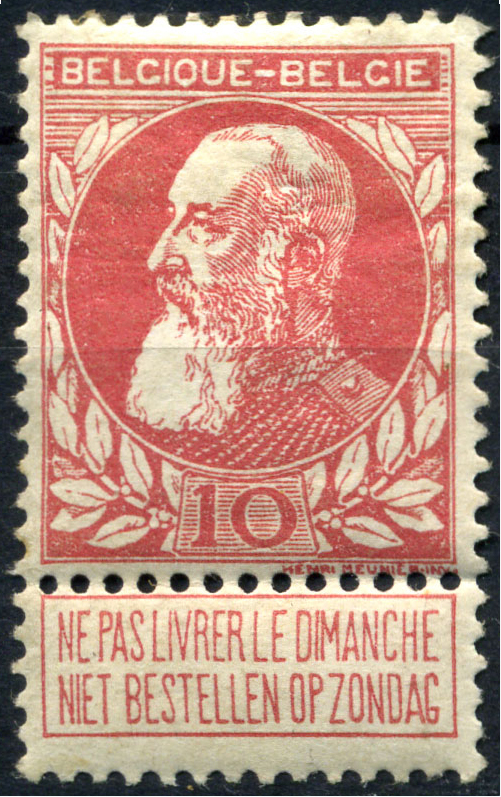
Поштова марка Бельгії із зображенням Леопольда II (1905 рік).

Багато років король мав зв'язок із французькою куртизанкою Бланш Делакруа, для якої збудував на Лазурному Березі віллу Ла-Леопольда і з якою одружився за 5 днів до своєї смерті у віці 74 років. Вона народила від нього двох позашлюбних синів:
- Люсьєн Філіп (1906–1984),
- Філіп Генріх (1907–1914).

## Нагороди

### Шведсько-норвезька унія
- Орден Серафимів (17 травня 1852)
- Орден Святого Олафа, великий хрест (13 липня 1897)

### Бельгія
- Орден Леопольда I, великий хрест (9 квітня 1853)
- Королівський орден Лева, великий хрест (9 квітня 1891) — засновник ордена.
- Орден Корони (Бельгія), великий хрест (15 жовтня 1897) — засновник ордена.
- Орден Леопольда II, великий хрест (24 серпня 1900) — засновник ордена.
- Орден Африканської зірки, великий хрест (10 жовтня 1908) — засновник ордена.

### Португальське королівство
- Орден Вежі й Меча, великий хрест (6 вересня 1953)
- Потрійний орден (8 січня 1966)

### Австро-Угорщина
- Орден Золотого руна (1853)
- Королівський угорський орден Святого Стефана, великий хрест (1853)

### Сардинське королівство
- Вищий орден Святого Благовіщення (14 липня 1855)
- Орден Святих Маврикія та Лазаря, великий хрест (14 липня 1855)

### Ганноверське королівство
- Орден Святого Георгія (Ганновер) (1858)
- Королівський гвельфський орден, великий хрест (1858)

### Велике герцогство Баденське
- Орден Вірності (Баден) (1862)
- Орден Церінгенського лева, великий хрест (1862)

### Каджарський Іран
- Орден Лева і Сонця 1-го ступеня
- Орден портрету володаря (16 червня 1873)

### Сіам
- Орден Королівського дому Чакрі (9 вересня 1897)
- Орден Білого слона, великий хрест

### Бразильська імперія
- Орден Південного Хреста, великий хрест
- Хрест Дона Педро I, великий хрест

### Франція
- Орден Почесного легіону, великий хрест
- Королівський орден Камбоджі, великий хрест

### Мекленбург
- Орден Вендської корони, великий хрест з короною в руді
- Орден Грифа, великий хрест

### Османська імперія
- Орден Меджида 1-го класу
- Орден «Османіє» 1-го класу
- Орден дому Османів

### Прусське королівство
- Орден Чорного орла
- Орден Червоного орла, великий хрест
- Королівський орден дому Гогенцоллернів, великий командорський хрест

### Російська імперія
- Орден Андрія Первозванного
- Орден Святого Олександра Невського
- Орден Білого Орла
- Орден Святої Анни 1-го ступеня

### Велике герцогство Тосканське
- Орден Святого Йосипа, великий хрест
- Цивільний і військовий орден Заслуг

### Інші держави
- Орден Рутової корони (Саксонське королівство; 1844)
- Орден дому Саксен-Ернестіне, великий хрест (грудень 1853)
- Орден Святого Губерта (Баварське королівство; 1853)
- Орден Білого Сокола, великий хрест (Велике герцогство Саксен-Веймар-Айзенаське; 20 вересня 1854)
- Орден Заслуг герцога Петра-Фрідріха-Людвіга, великий хрест із золотою короною (Велике герцогство Ольденбурзьке; 1 серпня 1856)
- Орден Карлоса III, великий хрест (Іспанія; 6 квітня 1863)
- Орден Вюртемберзької корони, великий хрест (1864)
- Орден Людвіга (Гессен), великий хрест (10 грудня 1865)
- Орден Мексиканського орла, великий хрест (Мексиканська імперія; 1865)
- Орден Слона (Данія; 9 січня 1866)
- Орден Золотого лева (Гессен-Кассельське ландграфство; 29 січня 1866)
- Орден Підв'язки (Британська імперія; 23 лютого 1866)
- Орден Альберта Ведмедя, великий хрест (Ангальтське герцогство; 1874)
- Орден хризантеми з ланцюгом (Японська імперія)
  - орден (7 травня 1880)
  - ланцюг (12 липня 1905)
- Орден Камехамехи I, великий хрест (Гавайське королівство; 1881)
- Орден Кароля I, великий хрест з ланцюгом (Румунське королівство; 1906)
- Орден Печатки Соломона, великий хрест (Ефіопська імперія)
- Орден Спасителя, великий хрест (Грецьке королівство)
- Орден Африканської спокути, великий командор (Ліберія)
- Бальї Великого хреста честі і відданості (Мальтійський орден)
- Орден Святого Карла (Монако), великий хрест
- Орден Нідерландського лева, великий хрест
- Орден Подвійного дракона 1-го ступеня, 1-й клас (Династія Цін)
- Орден Святого Марина, великий хрест (Сан-Марино)
- Орден Таковського хреста, великий хрест (Королівство Сербія)
- Орден Святого Фердинанда за заслуги, великий хрест (Королівство Обох Сицилій)
- Орден Визволителя, ланцюг (Венесуела)

## Образ у культурі

### Відеоігри
- У відеогрі Zombie Army Trilogy, в замку Адольфа Гітлера Фольтершлосс висять портрети історичних постатей, які прославились своєю жорстокістю. Серед них є і портрет Леопольда.

## Галерея

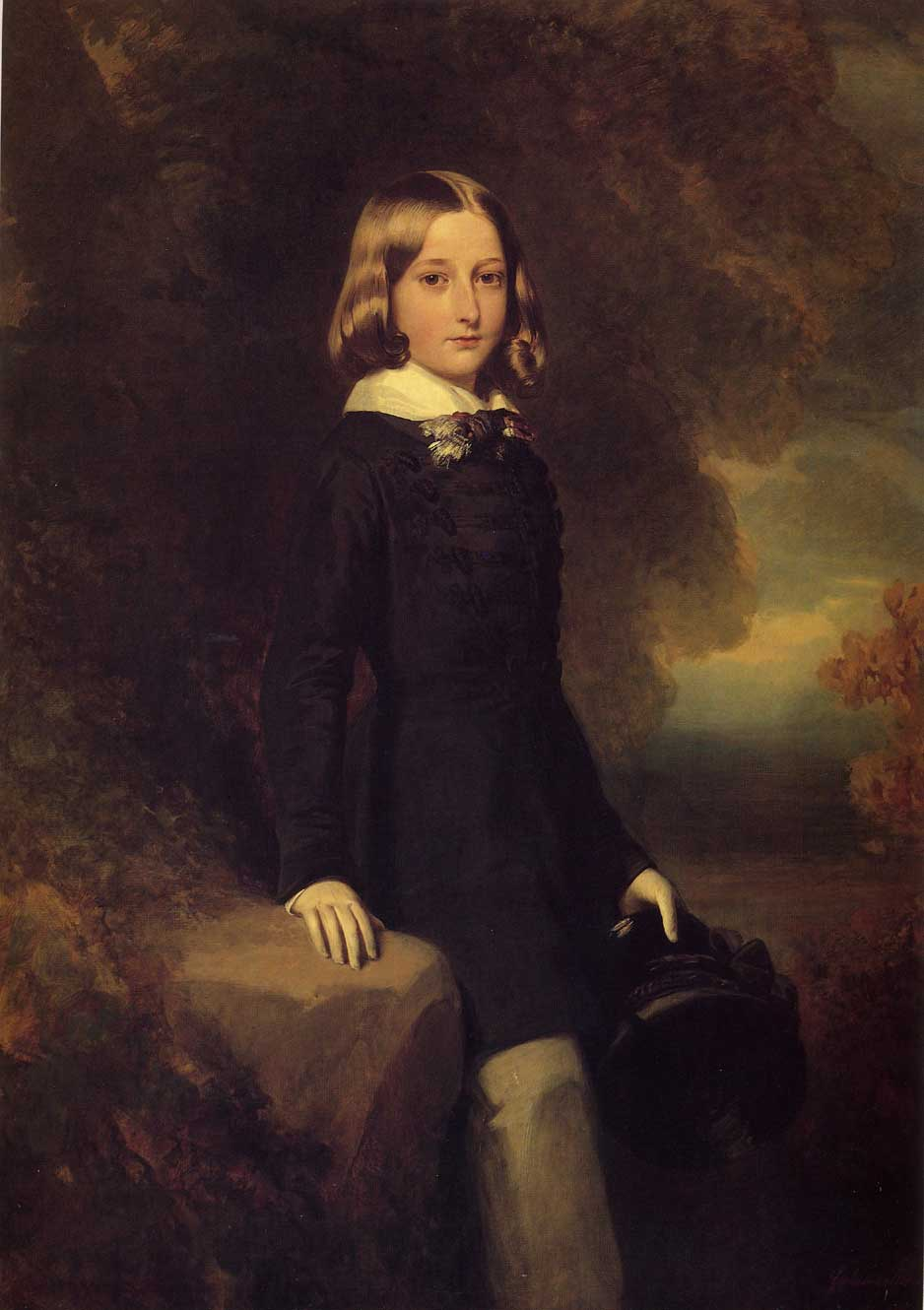
Кронпринц Леопольд (1844).
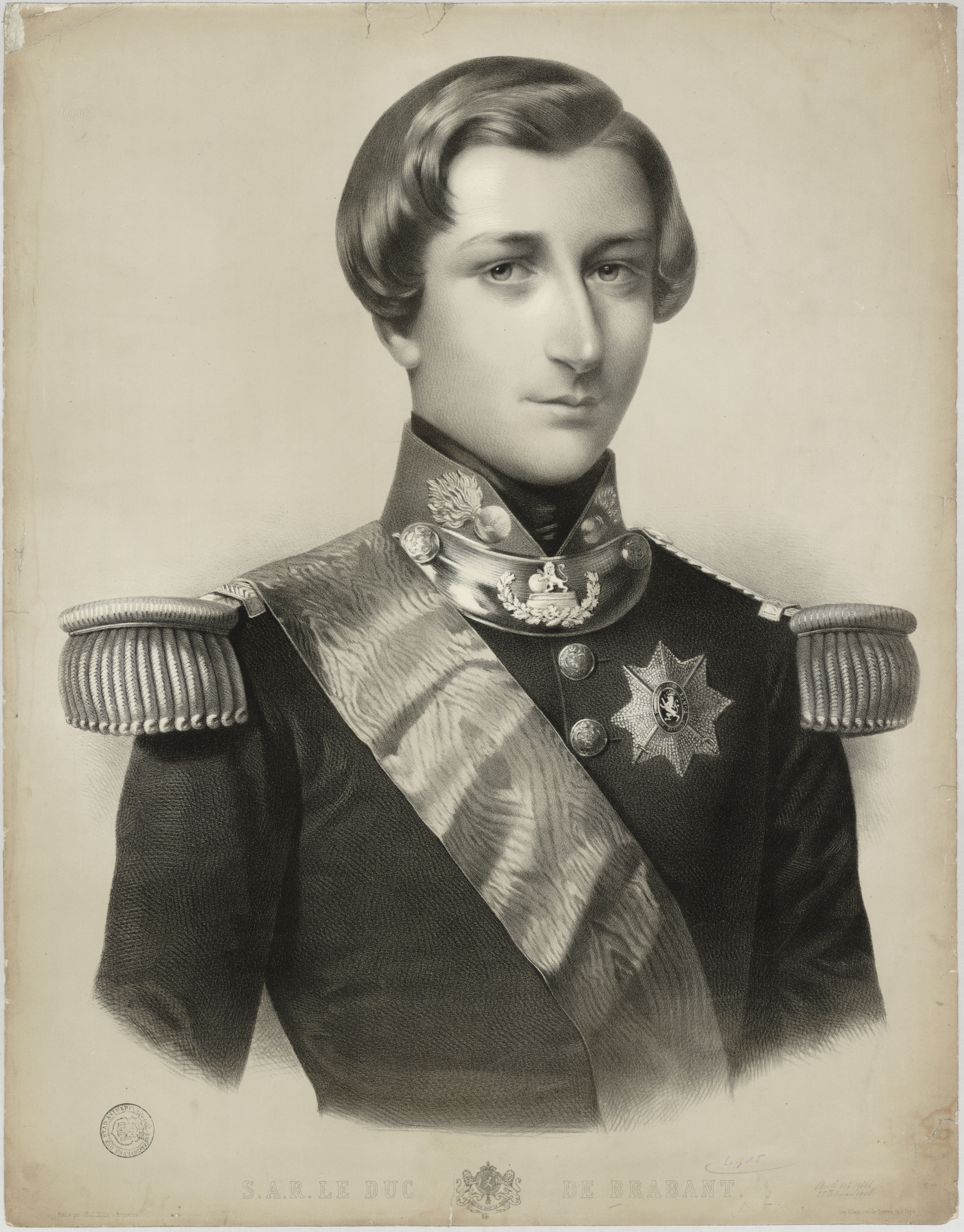
Кронпринц Леопольд (1853).
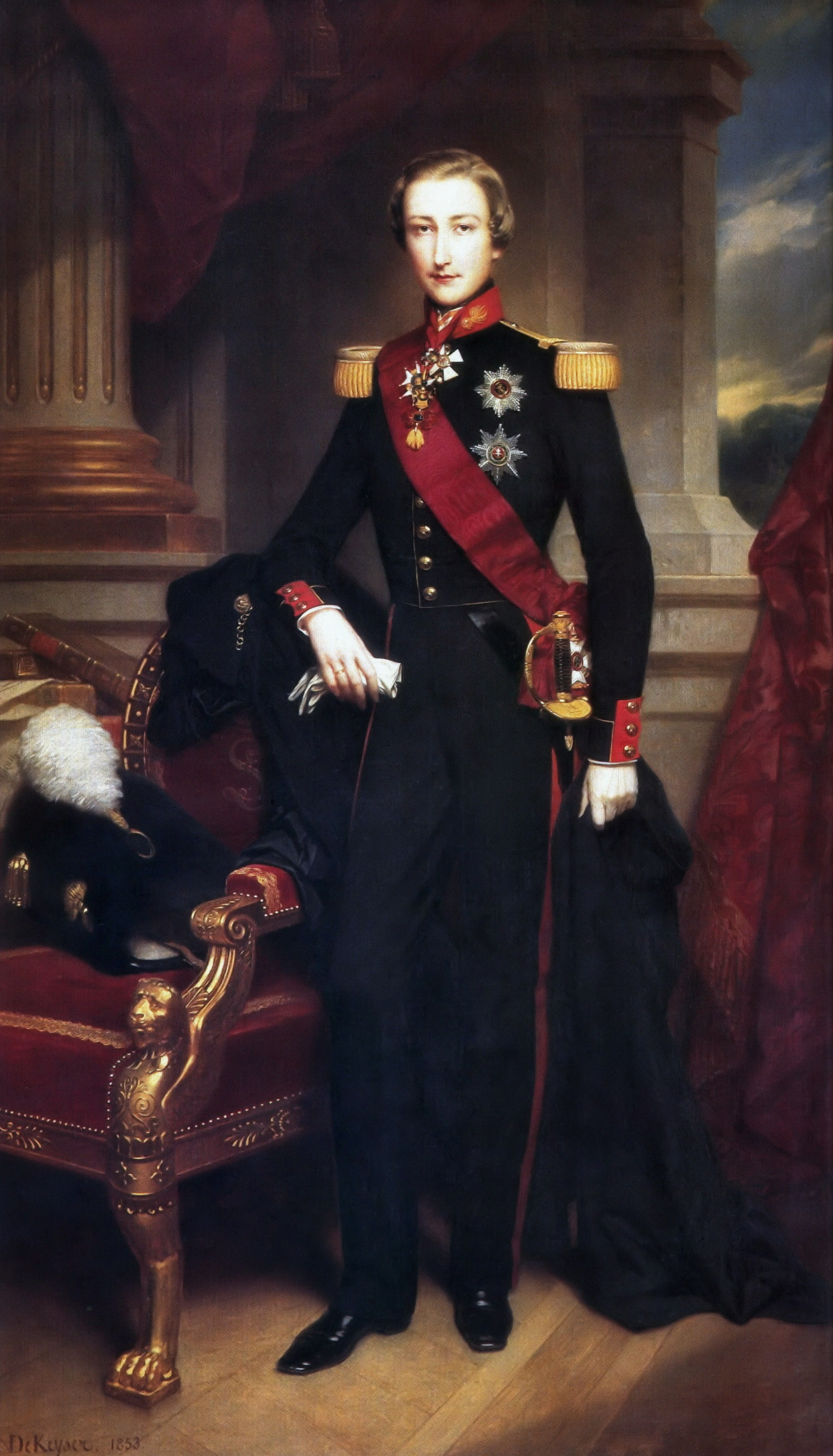
Кронпринц Леопольд у гренадерській формі (1853).
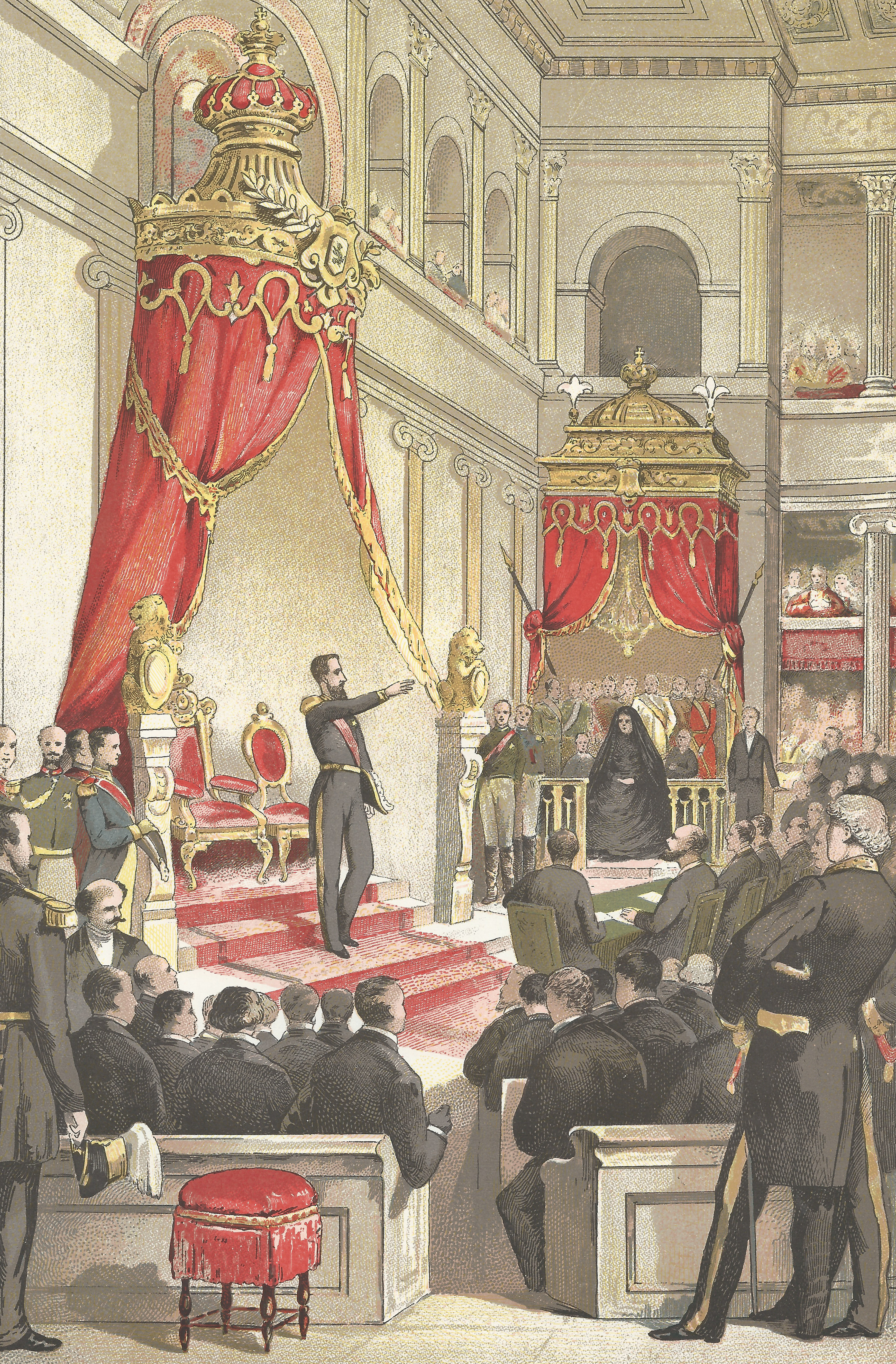
Коронація Леопольда (17 грудня 1865).
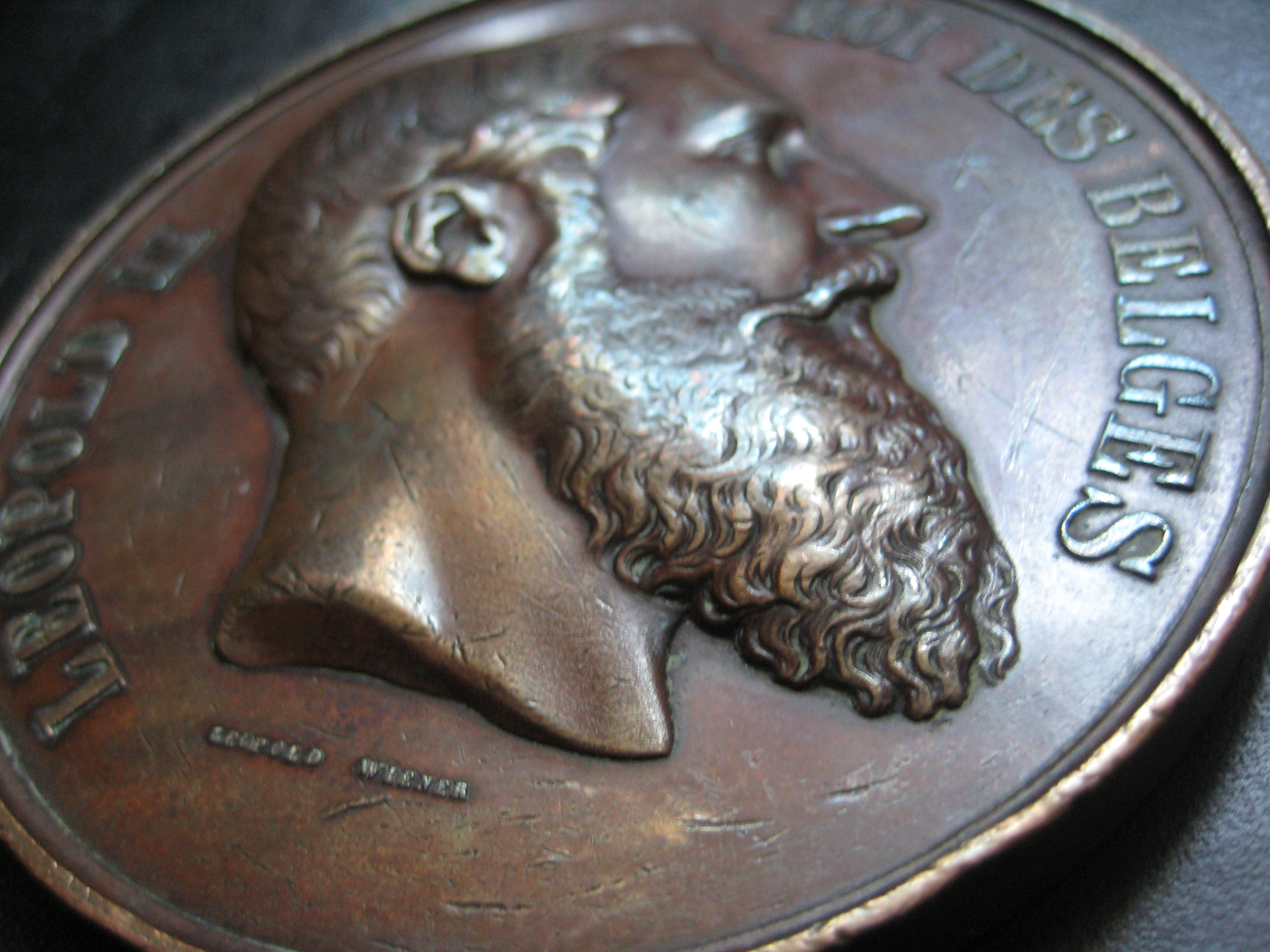
Коронаційна медаль Леопольда II.
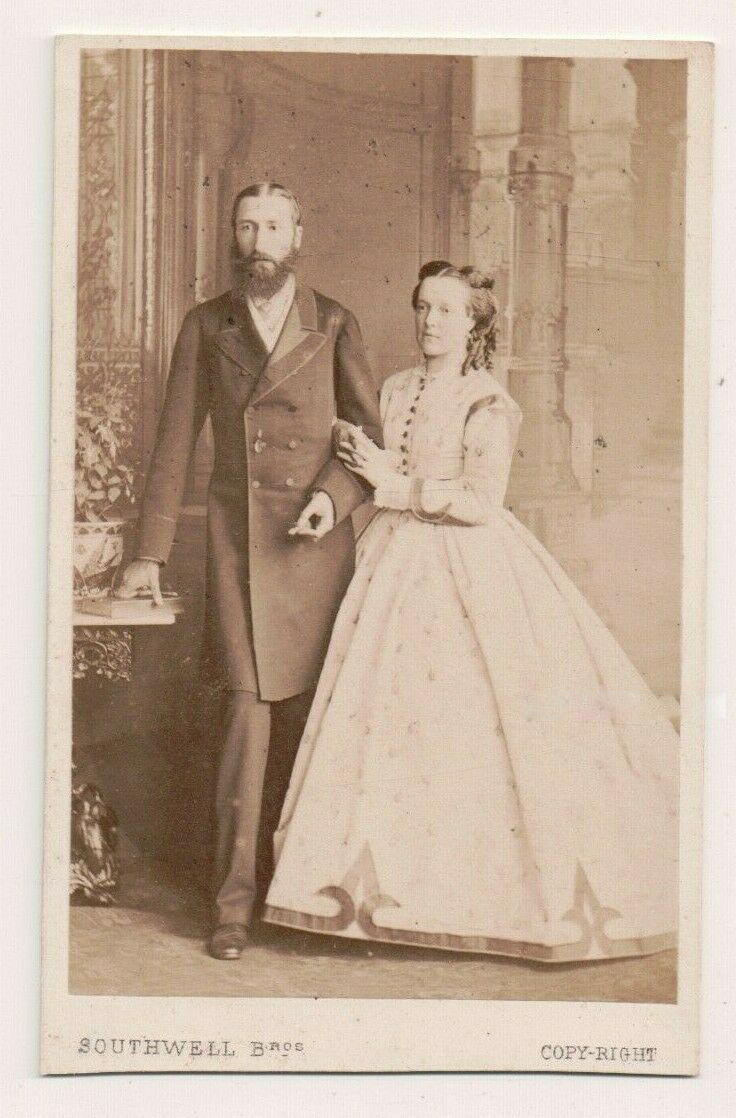
Король Леопольд з дружиною.
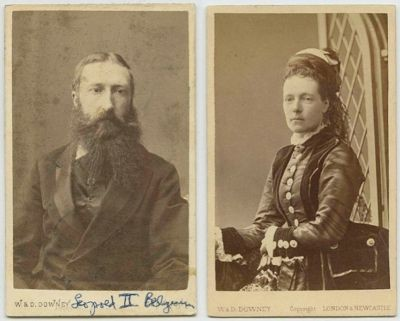
Король Леопольд з дружиною.
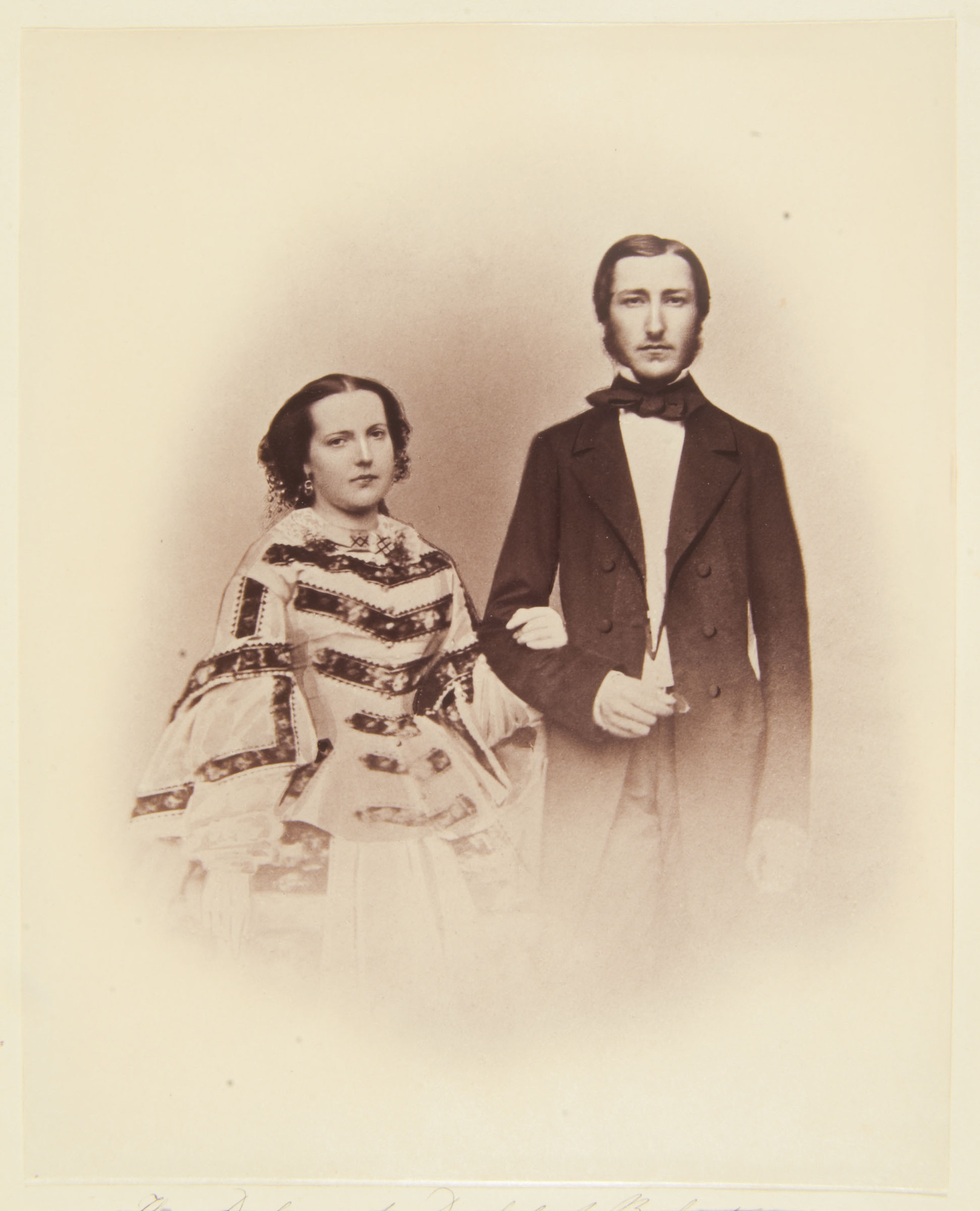
Король Леопольд з дружиною.
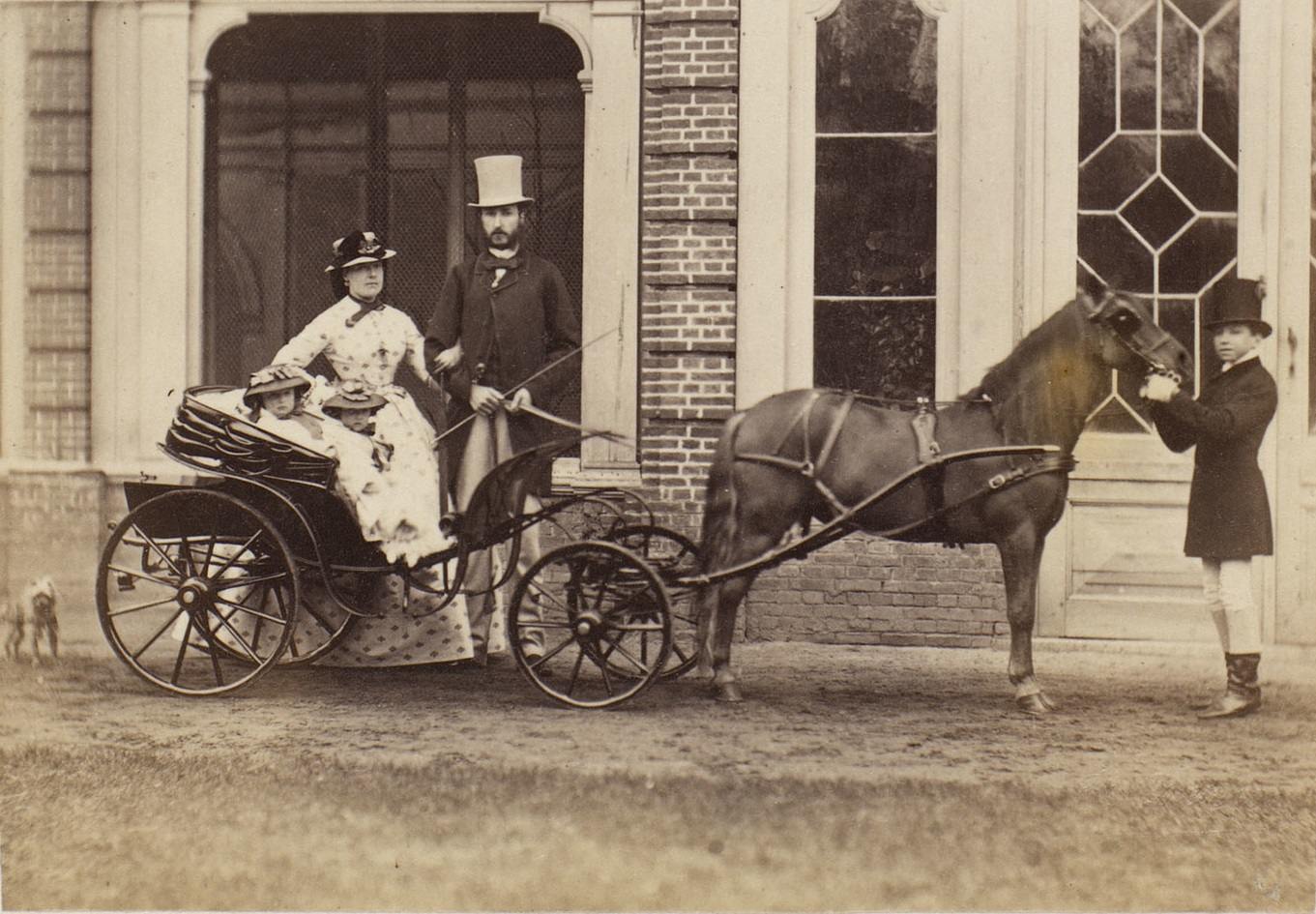
Король Леопольд з дружиною.
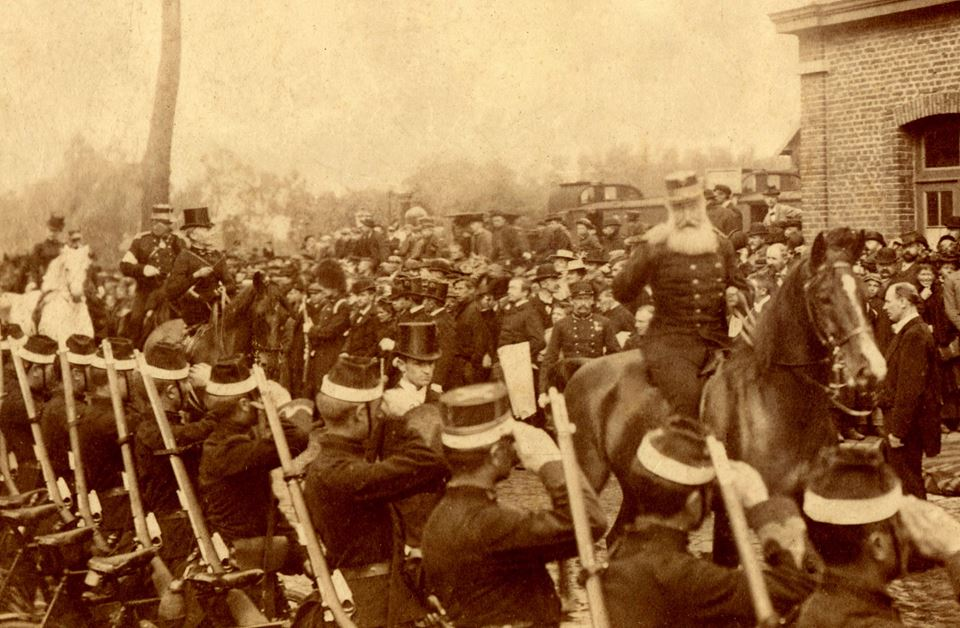
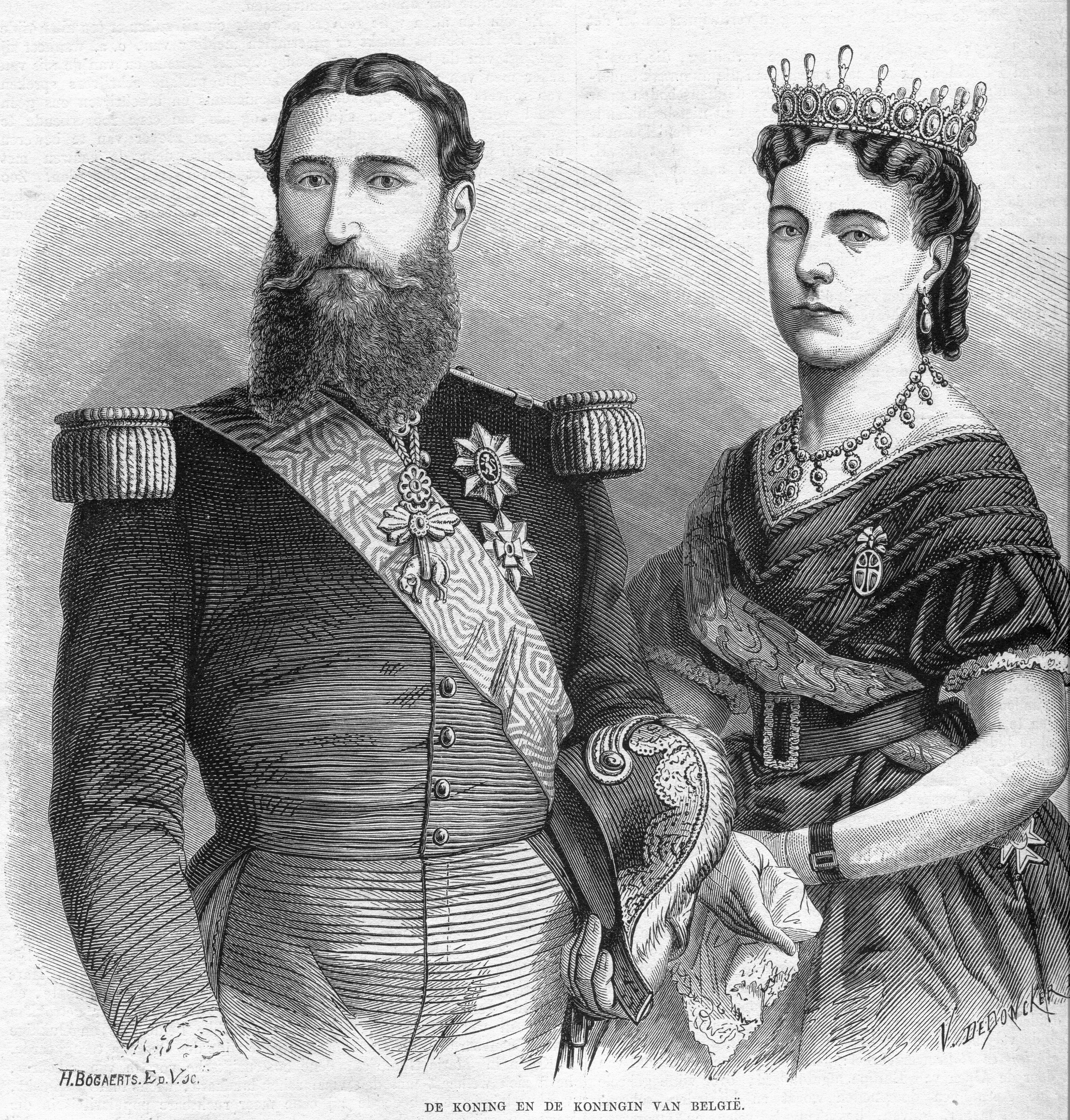
Король Леопольд з дружиною.
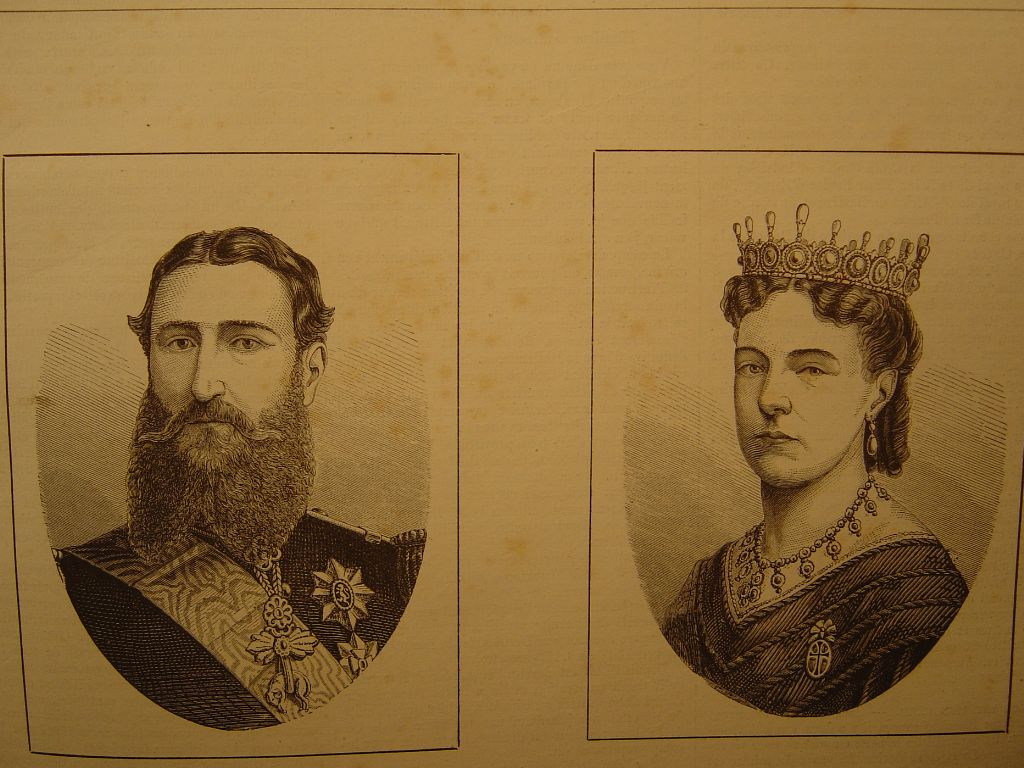
Король Леопольд з дружиною.
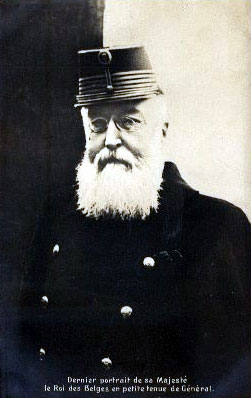
Останнє фото короля Леопольда (1909).
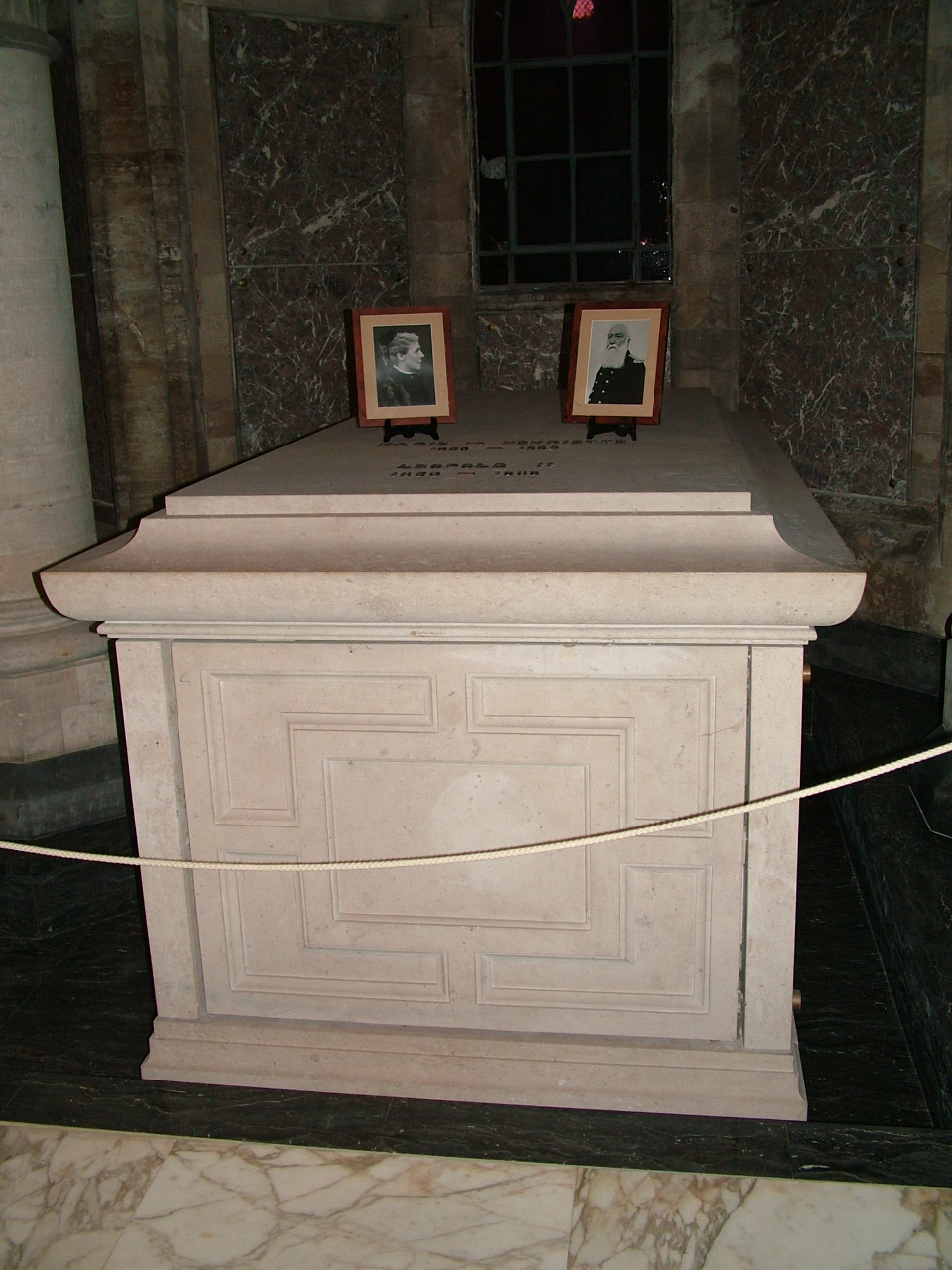
Гробниця короля і його дружини.